# August Larson
Frans August Larson (Tillberga, Suecia, 2 de abril de 1870–Vista, California, 19 de diciembre de 1957) fue un misionero, empresario y aventurero sueco. Fue un experto en la cultura y lengua mongolas cuya vida y obra influyeron de manera significativa en Mongolia, China y la historia de Asia Central. Larson destacó por su valiente trabajo misionero, su participación en la resolución de conflictos internacionales y su contribución a la exploración científica, así como por su relación estrecha con la cultura mongola y su influencia en las relaciones entre China y Mongolia. A lo largo de su carrera, combinó su vocación religiosa con actividades políticas, empresariales y científicas, lo que lo llevó a ser una figura clave en la región durante las primeras décadas del siglo XX.

## Biografía

### Infancia y primeros años
Larson nació en una familia de origen sueco, pero sufrió una dura tragedia a una edad temprana: perdió a sus padres cuando tenía solo nueve años, lo que lo dejó huérfano. Enfrentándose a la pobreza, vivió en un asilo junto a sus hermanos, lo que cimentó en él el deseo de convertirse en un «caballero» y emprender una vida de aventuras. Su vocación misionera comenzó a desarrollarse durante su juventud y en 1892 recibió formación misionera en Suecia, específicamente en la misión de Eskilstuna.

### Carrera misionera y llegada a Mongolia
En 1893, Larson fue enviado a Mongolia como parte de la Alianza Misionera Cristiana de Nueva York, donde se estableció en Kalgán, una ciudad fronteriza en el sur de la Gran Muralla China. En Mongolia, Larson dedicó su vida a la labor evangelística y se ganó rápidamente el respeto de la población local, destacándose por su profundo conocimiento de la lengua y cultura mongola. Este entendimiento cultural le permitió forjar relaciones estrechas con los mongoles, lo que contribuyó a su éxito no solo como misionero, sino también como empresario y figura política.

### Trabajo en China y la rebelión de los bóxers
Durante la rebelión de los bóxers en 1900, Larson desempeñó un papel heroico al salvar a su familia y a otros misioneros. Junto a su esposa estadounidense y sus dos hijas pequeñas, logró escapar de un ataque violento a través de la Gran Muralla china, refugiándose finalmente en Rusia. Este acto de valentía subrayó su compromiso con la seguridad de las comunidades extranjeras y su determinación en tiempos de crisis.

### Explorador y diplomático en Mongolia y China
A lo largo de su carrera, Larson fue también un destacado explorador y diplomático. Lideró varias expediciones científicas en el desierto de Gobi, donde trabajó en colaboración con figuras reconocidas como Roy Chapman Andrews y Sven Hedin. Durante estas expediciones, se realizaron importantes descubrimientos de fósiles y huevos de dinosaurio, contribuyendo al conocimiento científico de la región. Además, Larson jugó un papel en la resolución de tensiones entre China y Mongolia. En 1914, fue designado por el presidente chino Yuan Shikai para mediar en un conflicto entre ambos países, evitando que la situación desembocara en una guerra a gran escala. Su habilidad para negociar en contextos políticos complejos y su autoridad en la región lo convirtieron en una figura clave en la diplomacia internacional.

### Empresario en Mongolia

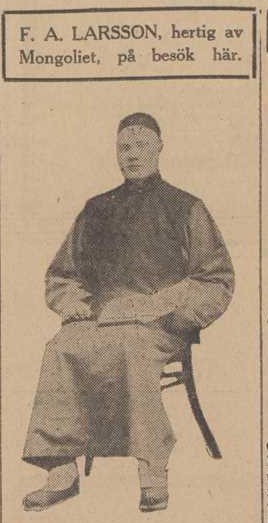
Larson en una publicación de 1921 del periódico sueco Dagens Nyheter

Además de su labor misionera y diplomática, Larson se dedicó al negocio del comercio de lana, pieles y caballos en Mongolia, donde se convirtió en un empresario exitoso. Fue propietario de una exitosa empresa que operó entre 1922 y 1939. Este éxito empresarial le permitió ganar un prestigio considerable en la región, donde fue reconocido no solo como misionero y diplomático, sino también como un hombre de negocios influyente.
En 1920, Larson recibió el título de duque de Mongolia, un honor otorgado por Bogd Khan, kan y líder espiritual budista de Mongolia, convirtiéndose en el primer occidental en recibir tal distinción. Este reconocimiento subraya la importancia de Larson en la región y su profundo vínculo con la élite mongola.

### Vida en el templo budista y desafíos políticos
En la década de 1930, Larson vivió en un templo budista en China, donde fue testigo de los numerosos conflictos que sacudían la región, incluida la implicación del templo en actividades de espionaje para los nacionalistas chinos. La situación culminó en un ataque japonés al templo, lo que obligó a Larson y a su esposa a huir hacia los Estados Unidos en 1939. Esta fuga marcó el fin de su permanencia en Asia, pero también consolidó su legado como una figura influyente en la historia de la región.

### Últimos años y muerte
Después de abandonar China, Larson intentó comenzar una nueva vida en California, donde se dedicó a establecer varios negocios, aunque sin el mismo éxito que en Asia. En sus últimos años, Larson se alejó de la vida pública, pero su legado perduró gracias a sus contribuciones en los ámbitos misionero, científico y diplomático. Falleció dejando una huella en la historia de Mongolia y China.

## Reconocimientos
A lo largo de su vida, Larson recibió varias distinciones en reconocimiento a su labor en Asia. Fue el primer occidental en recibir el título de duque de manos del kan de Mongolia, un honor que refleja el respeto y reconocimiento que ganó entre la élite mongola. Además, su trabajo como misionero y su labor diplomática le otorgaron un lugar destacado en la historia de las relaciones entre China, Mongolia y el mundo occidental.

## Contribuciones científicas y legado
Larson también dejó una huella duradera en el campo de la ciencia y la cultura. Como líder de expediciones científicas en el desierto de Gobi, ayudó a descubrir fósiles y huevos de dinosaurio, lo que contribuyó al desarrollo de la paleontología. Además, su labor como distribuidor de Biblias en Mongolia, donde distribuyó más de 25 000 ejemplares y marcó un hito en la historia religiosa de la región.